# Glimboka

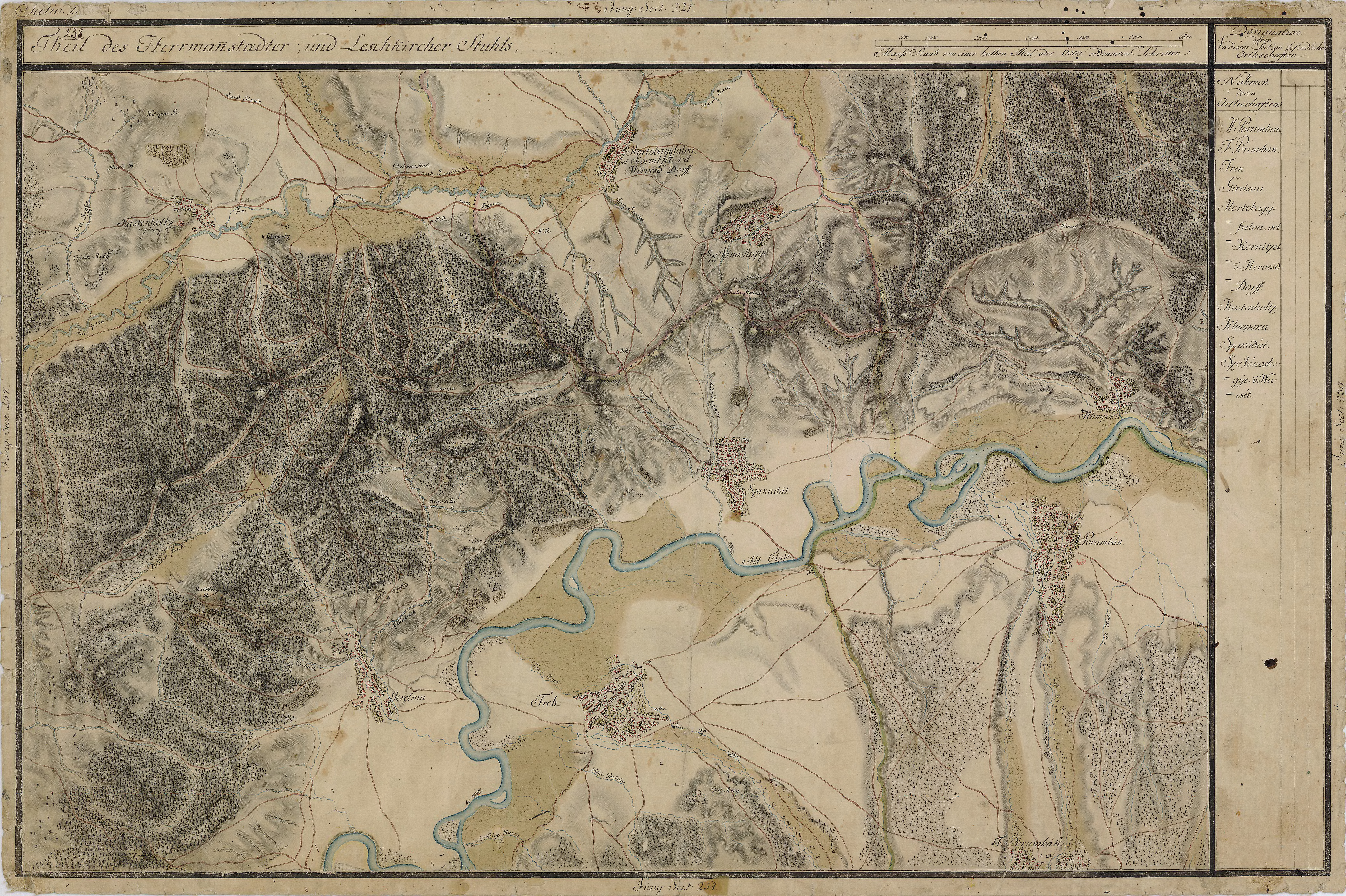
Glimboka egy régi térképen

Glimboka románul: Glâmboaca, falu Romániában, Erdélyben, Szeben megyében.

## Fekvése
Nagyszebentől keletre, az Olt jobb partján fekvő település.

## Története
Glimboka nevét 1332-ben Honrabach néven említette először oklevél. Későbbi névváltozatai: 1418-ban v. Hunerbach, 1589-ben Glemboka, 1674-ben Glimboka, 1750-ben Gliboaka, 1808-ban Glimboka, Hannerbach ~ Hännerbach, 1861-ben Glimboka, Hänerbach Újeh, 1888-ban Kühnerbach, Glimboaka, 1913-ban Glimboka.
A trianoni békeszerződés előtt Szeben vármegye Újegyházi járásához tartozott. 1910-ben 475 román lakosa volt, melyből 25 görögkatolikus, 450 görögkeleti ortodox volt.